# Белушино
Белушино (мкд. Белушино) је насеље у Северној Македонији, у западном делу државе. Белушино припада општини Крушево.

## Географија
Насеље Белушино је смештено у западном делу Северне Македоније. Од најближег већег града, Прилепа, насеље је удаљено 35 km северозападно.
Белушино се налази на северозападном ободу Пелагоније, највеће висоравни Северне Македоније. Насеље је положено на источним падинама Бушеве планине. Надморска висина насеља је приближно 890 метара.
Клима у насељу је планинска због знатне надморске висине.

## Становништво
По попису становништва из 2002. године Белушино је имало 64 становника.
Претежно становништво у насељу су Албанци (97%).
Већинска вероисповест у насељу је ислам.